# Ricordando Fred...
Ricordando Fred... è il terzo album in studio del cantante italiano Riz Samaritano, pubblicato nel 1974.

## Descrizione
L'album rappresenta un omaggio del cantante torinese alla figura di Fred Buscaglione - di cui reinterpreta qui alcuni dei suoi brani più noti per la maggior parte scritti da Buscaglione assieme a Leo Chiosso - che lo ha ispirato e incoraggiato a intraprendere la carriera di musicista molti anni prima. Il disco è tuttavia aperto dal brano Scusami Fred, scritto dallo stesso Riz Samaritano (Lorenzo Schellino), assieme a Mario Guido Arrigoni, Peppino Principe e Pino Piacentino, e pubblicato come singolo da Samaritano come singolo nel 1962.
L'album è stato pubblicato nel 1974 in formato LP dalla Combo Record. Nel 2007 l'album è stato ristampato in CD con il titolo Ricordando Fred dalla Green e distribuito dalla Duck Record. La ristampa è priva della traccia Una tazza di the e presenta un differente ordine di tracce, con l'aggiunta di numerosi altri brani spesso scritti dallo stesso Riz Samaritano, sovente con lo pseudonimo di Negi, assieme ad altri autori e tratti dalla sua discografia Combo, in cui sono stati pubblicati in 45 giri durante gli anni sessanta.

## Tracce
LP
1. Scusami Fred (Lorenzo Schellino, Mario Guido Arrigoni, Peppino Principe, Pino Piacentino)
2. Eri piccola così (Leo Chiosso, Fred Buscaglione)
3. Whisky facile (Leo Chiosso, Fred Buscaglione)
4. Porfirio Villarosa (Leo Chiosso, Fred Buscaglione)
5. Cocco bello (Enzo Di Paola, Filibello)
6. La tazza di the (Leo Chiosso, Fred Buscaglione)
7. Che bambola (Leo Chiosso, Fred Buscaglione)
8. Che notte (Leo Chiosso, Fred Buscaglione)
9. Guarda che luna (Gualtiero Malgoni)
10. Il dritto di Chicago (Leo Chiosso, Fred Buscaglione)
11. Teresa non sparare (Leo Chiosso, Fred Buscaglione)
12. Love in Portofino (Leo Chiosso, Fred Buscaglione)

CD
1. Eri piccola così – 2:46 (Leo Chiosso, Fred Buscaglione)
2. Che notte – 2:06 (Leo Chiosso, Fred Buscaglione)
3. Scusami Fred – 3:05 (Lorenzo Schellino, Mario Guido Arrigoni, Peppino Principe, Pino Piacentino)
4. Whisky facile – 2:47 (Leo Chiosso, Fred Buscaglione)
5. Riz il duro – 2:28 (Giuseppe Fanciulli, Lorenzo Schellino)
6. Love in Portofino – 2:30 (Leo Chiosso, Fred Buscaglione)
7. Il dritto di Chicago – 2:49 (Leo Chiosso, Fred Buscaglione)
8. Cocco bello – 2:24 (Vincenzo Di Paola, Filibello)
9. Ero un dritto – 2:29 (Antonio Moxedano, Leptis, Lorenzo Schellino, Pino Piacentino)
10. Porfirio Villarosa – 3:08 (Leo Chiosso, Fred Buscaglione)
11. Guarda che Luna – 2:10 (Gualtiero Malgoni)
12. Teresa non sparare – 3:13 (Leo Chiosso, Fred Buscaglione)
13. Sono sempre sbronzo – 2:15 (Roncarati, Ignazio Privitera, Lorenzo Schellino, Vittorio Alberti)
14. Che bambola – 2:09 (Leo Chiosso, Fred Buscaglione)
15. Anche i duri sanno piangere – 2:43 (Francesco Specchia, Lorenzo Schellino, Peppino Principe)
16. Bevo – 3:00 (Aldo Valleroni, Filibello, Piero Faleni)
17. Johnny Vitamina – 2:25 (Leo Chiosso, Fred Buscaglione)
18. Una sera maledetta – 2:35 (Tarantino, Eligio La Valle, Lorenzo Schellino, Pino Piacentino)
19. Passeggiata verso sa morte – 3:20 (Lazzeretti, Eligio La Valle, Lorenzo Schellino, Pino Piacentino)
20. La faccio finita – 2:12 (Gino Corcelli, Gorni Kramer)

Durata totale: 52:34

## Crediti
- Riz Samaritano - voce
- L'Orchestra di Ugo Marino - orchestra

## Edizioni
- 1974 - Ricordando Fred... (Combo Record, LP 20139, LP)
- 2007 - Ricordando Fred (Green, GRCD 6469, CD)